# Hieracium montis-florum
Hieracium montis-florum es una especie de planta con flor del género Hieracium, de la familia Asteraceae, orden Asterales.

## Distribución
Hieracium montis-florum se distribuye por Italia.

## Taxonomía
Fue descrita científicamente por Gottschl.